# Dermatoloog
Een dermatoloog is een arts die huidziekten als specialisatie heeft, en daarom ook vaak huidarts genoemd wordt. Een dermatoloog houdt zich bezig met aandoeningen van de huid, de nagels en het haar, samen 'huidziekten' genoemd. Ook diagnostiek en behandeling van geslachtsziekten (venereologie) hoort traditioneel bij het specialisme, dat vaak officieel met dermato-venereologie wordt aangeduid.
De huidarts moet behalve van specifieke huidziekten ook veel weten van allerlei inwendige, immunologische en reumatische ziekten waarbij vaak huidverschijnselen optreden. Belangrijke aandachtsgebieden in de dermatologie zijn eczeem, psoriasis en de kwaadaardige huidtumoren waarvan de 'grote drie' het basaalcelcarcinoom, het plaveiselcelcarcinoom en het melanoom zijn. Een ander aandachtsgebied van de dermatoloog is de flebologie of wel aderkunde. Hierin staat de behandeling van spataderen centraal alsmede ziekten van de huid ten gevolge van het niet goed functioneren van deze aderen, zoals een ‘open been’ of 'ulcus cruris'.
De huidarts verricht de meeste diagnostiek door zeer systematisch en gericht naar de afwijkingen te kijken. De zo verkregen informatie wordt aangevuld door de anamnese (wat de patiënt over het ontstaan en het beloop van de afwijking kan vertellen) en met speciaal onderzoek, zoals dermatoscopie, plakproeven, en microscopisch onderzoek van biopten van de huid. Patroonherkenning speelt een belangrijke rol bij de diagnostiek; het aantal beschreven huidziekten loopt in de duizenden.
Veel huidziekten worden door de patiënt als gênant en ontsierend ervaren en kunnen een zware psychische belasting vormen. De huidarts moet de patiënt kunnen uitleggen wat er aan de hand is en deze motiveren de vaak intensieve behandelregels (zeer geregeld smeren met crèmes, etc.) trouw op te volgen om een goed resultaat te krijgen.
Er zijn in Nederland zo'n 480 artsen geregistreerd als dermatoloog. Het specialisatietraject (de opleiding van basisarts tot dermatoloog) duurt 5 jaar. Inclusief de opleiding tot basisarts dus 11 jaar. Er zijn circa 190 artsen in opleiding tot dermatoloog (2016).
In België duurt de opleiding tot arts zes jaar en de bijkomende specialisatie duurt vier jaar. In België moeten de studenten die de opleiding geneeskunde willen starten, een ingangsexamen afleggen.